# 德尼茲吉萊爾

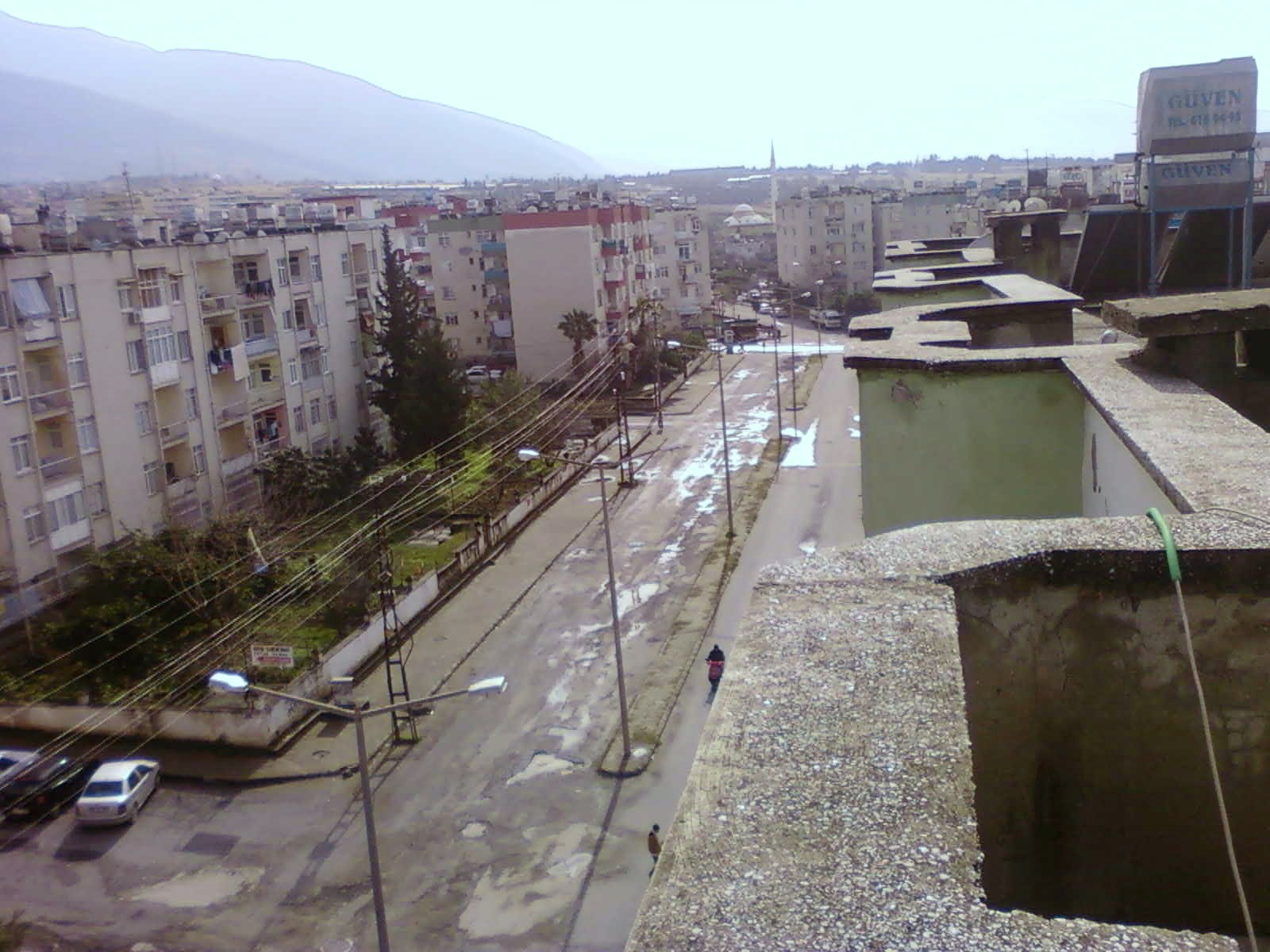

德尼茲吉萊爾是土耳其的城鎮，由哈塔伊省負責管轄，位於該國南部地中海沿岸，距離首府安塔基亞65公里，海拔高度60米，2011年人口17,154。